# 稗田敏男
稗田 敏男（ひえだ としお、1918年10月15日 - 2006年8月31日）は、日本の調教師。同じくJRA調教師である稗田研二は息子。

## 人物
1918年10月15日、北海道札幌郡琴似村（現在の札幌市西区琴似）にて誕生。父は札幌競馬倶楽部の騎手・調教師として知られた稗田虎伊である。
第二次世界大戦前に騎手としてデビューしたとされるが、詳細な記録は残っていない。
1948年に調教師免許を取得し、厩舎を開業。初重賞勝利は1951年5月20日の中山記念（中山競馬場）を制覇したトサホマレである。
調教師としては1959年に史上初となる牝馬の天皇賞（秋）、有馬記念連覇を果たしたガーネツト、1961年に安田記念、有馬記念を制覇したホマレボシ、小野定夫とのコンビで重賞3勝を挙げたヒシマサヒデ、1975年の菊花賞を制覇したコクサイプリンスなどの活躍馬をターフに送り出した。
1995年2月に定年により調教師を引退。最終出走は2月25日の第2回中山競馬初日第12競走（4歳500万下）のコウギョウダイナ（4着入線）である。
2006年8月31日、病気により逝去。87歳没。

## 主な管理馬
- ガーネツト（1959年 天皇賞（秋）、有馬記念）
- ホマレボシ（1961年 安田記念、有馬記念）
- コクサイプリンス（1975年 菊花賞）